# Antwan Tolhoek
Antwan Tolhoek (Yerseke, Países Baixos, 29 de abril de 1994) é um ciclista neerlandês, membro da equipa Team Jumbo-Visma.
A princípios da temporada de 2018, foi expulso da equipa por ter em posse medicamentos para dormir não fornecidos pela equipa, o que supunha uma violação das normas internas da equipa. Finalmente só foi suspenso pela sua equipa durante dois meses.

## Palmarés
- 2019
  - 1 etapa da Volta à Suíça

## Resultados em Grandes Voltas e Campeonatos do Mundo
| Corrida            | Corrida            | 2015 | 2016 | 2017 | 2018 | 2019 | 2020 | 2021 |
| ------------------ | ------------------ | ---- | ---- | ---- | ---- | ---- | ---- | ---- |
|                    | Giro d'Italia      | —    | —    | —    | —    | 65.º | Ab.  | —    |
|                    | Tour de France     | —    | —    | —    | 37.º | —    | —    | —    |
|                    | Volta a Espanha    | —    | —    | 28.º | —    | —    | —    | —    |
| Mundial em Estrada | Mundial em Estrada | —    | —    | —    | 28.º | —    | Ab.  | —    |

—: não participa

Ab.: abandono